# Tectitán
Tectitán est une ville du Guatemala dans le département de Huehuetenango.